# جيف كريستيان
جيف كريستيان هو لاعب هوكي الجليد كندي، ولد في 30 يوليو 1970 في بيرلينجتون في كندا.

## وصلات خارجية
- جيف كريستيان على موقع دوري الهوكي الوطني (الإنجليزية)
- جيف كريستيان على موقع قاعة مشاهير الهوكي (لاعب أن.إتش.أل) (الإنجليزية)
- جيف كريستيان على موقع EliteProspects.com (الإنجليزية)
- جيف كريستيان على موقع Eurohockey.com (الإنجليزية)
- جيف كريستيان على موقع HockeyDB.com (الإنجليزية)
- جيف كريستيان على موقع Hockey-Reference.com (الإنجليزية)